# ワンダーベビルくん
『ワンダーベビルくん』は、石ノ森章太郎の未発表企画『あららんベビルくん』（「石ノ森章太郎　萬画大全集」〈角川書店〉・電子書籍「石ノ森章太郎　デジタル大全」〈講談社〉：『グーチョキパッコン』1巻〈書籍版2007年、電子書籍版2015年3月発売〉に収録）を原作としたテレビアニメ。
また同時期に山中あきらによる漫画版が『コミックボンボン』にて連載された。

## 概要
石ノ森章太郎の未発表企画『あららんベビルくん』を元に制作されたアニメで、その企画自体は『グーチョキパッコン』（学習研究社「1年のかがく」1985年5月号〜1989年10月号連載）をベースに制作され石ノ森のデビュー作『二級天使』がモチーフになっている。
なお、主人公・良太の苗字である「小野寺」は作者の本名にちなんでいる。

## ストーリー
ワンダーランドに暮らすベビルくんは、モンスターとしての立場を保ちたい父親の言いつけで人間たちのよい手本になるために人間界に出て、良太達と暮らすことになった。

## 登場人物

### 主要人物
ベビルくん
声 - 西村ちなみ
本作の主人公。良太の家に居候しているモンスター。悪魔のような姿をしているが、父親の命令を受けて「良いこと」をする。無邪気で人を疑うことを知らない純粋な性格。善悪の区別がつかず騒動を起こすこともあるが、少しずつ成長していく。
最終回では良太の日記を見て（実際はムカエルのいたずら）、良太に別れることを選び、良太からも後押しされ、「一人前になったら戻る」ことを約束し、ワンダーランドへ帰っていった。一人称は基本的に「ベビルくん」だが、稀に「僕」と言うことも。
キャラクターデザインは『グーチョキパッコン』の主人公「パッコン」と酷似している（違いはベビルくんが紫色でパッコンが赤色）。
『あららんベビルくん』では「地獄にこれ以上人を入れないために人間界で（善人を増やすため）良い事をしようとする悪魔」だった（『グーチョキパッコン』の「パッコン」と同設定）。
ワンダーハンマー
先端が赤い拳のようになっているハンマー。ハンマーであるが、物を壊すことはできない。「ピタパパタップスワーレ」の呪文で地面を叩くとモンスターの生まれるタマゴを生み出すことができる。ベビル以外の者が扱うことはできない。
パピ、プペ、ポー
声 - 町井美紀、坂口候一、小林沙苗
ベビルがよく生み出すモンスター。カエルのような外見がパピ、ネコのような見た目がプペ、オレンジの恐竜がポー。
小野寺 良太（おのでら りょうた）
声 - 津村まこと
ベビル君の親友でごく普通の小学生。よくベビルの起こすトラブルには巻き込まれて怒っているが、本当は仲の良い弟のように気遣っている。最終回ではベビルが帰国することを知り、彼に帰るよう後押しする。
モデルは『グーチョキパッコン』の「りょうた」（『あららんベビルくん』では「りょう太」）。
テンチイ
声 - 渡辺久美子
ワンダーランドから来たモンスター。天使のような姿をしているが、悪いことをするのが大好き。武器である魔法のエンゼルリングを使ったり、周りの人間に邪悪な助言をするなどしてベビルの妨害をたびたび行う。
良いことは大嫌いだが、溺れたベビルの救出に向かったり、落ち込むベビルを励ますなど、優しい部分もある。
バンキンが好きでいつも彼にアプローチするが、女嫌いの彼からは迷惑がられている。その想いを利用してバンキンを助けることもある。
原型になった『グーチョキパッコン』・『あららんベビルくん』に同名のキャラが登場しており、そこでは「天国にこれ以上人を入れないために下界で（悪人を増やすため）いたずらを行う天使」だった。

### 小野寺家
翔子（しょうこ）
声 - 萩原えみこ
良太の姉で、良太の通う学校の保健室の先生。男勝りでスタイルも抜群。既婚者で、ダーリンと二人暮らし。
パパ
声 - 長島雄一
良太のパパ。会社のサラリーマン。ゴルフとドライブが趣味だがいずれも苦手。特に後者は乱暴運転をしたり、道に迷うほどの方向音痴。
ママ
声 - 小林沙苗
良太のママ。専業主婦で家事全般をこなす美人のママ。普段はおっとりしているが、怒ると怖い。若い頃、アイドル活動をしていたが、マスコミに追われるのが嫌になり、パパと結婚してからはアイドルを辞退している。
ペコロ
声 - 長島雄一
小野寺家の飼い犬。散歩が大嫌いで、常に目に涙を浮かべている。
ダーリン
翔子の夫。本名不明。かなりの長身で顔は写らず、喋らないので翔子が通訳をする。ギターが趣味。

### 良太の街の人々
ルリ
声 - 町井美紀
良太の近所に住む少女。美少女だが、ゲテモノ好き。乙女チックで現実主義者でもある。
バンキン
声 - 梁田清之
本名・板田金太郎。車検「BANDA」の一人息子で、クラスのガキ大将。いつも良太やベビルをいじめるが、実は高所恐怖症。勉強をサボっては保健室で昼寝をすることが多く、その度に父や翔子に怒られる。
女嫌いで、テンチイに好かれているが、本人にとってはいい迷惑。しかし、彼女の想いを逆手に取って、悪さをすることもある。
ピンキ
声 - 坂口候一
泥棒の一人でキラーの子分。背が高く、気が弱い。
キラー
声 - 大竹宏
泥棒でピンキの兄貴分。小柄でヒゲを生やした短気な男。よくベビルには振り回されている。

### ワンダーランド
ベビルパパ
声 - 滝口順平
ベビルくんの父親。ワンダーランドの魔王である。息子を溺愛しており、彼の成長を徐々に見届ける。一度、ベビルに成りすましたこともあった。
ムカエル
声 - 櫻井孝宏
ベビルパパの家来で、ベビルを迎えるのが彼の役目。本作に登場する人物の中では唯一のイケメンで、言葉が江戸っ子風。ベビル同様、魔法が使えるが、尻尾を生やす以外の魔法は使えない。他にも地震のようないびきをかく。
モデルはサイボーグ009の島村ジョーで、声も島村と同じ櫻井が担当している。

### その他・ゲスト
校長
声 - 梅津秀行
良太の通う学校の校長。第6話では、ベビルのいたずらによって気絶してしまう。
彦乃（ひこの）
声 - くじら
良太の祖母で、ママの母親。頑固かつ人間嫌いな性格で、年寄りとは思えないほどの元気がいい。孫には甘いところがある。
ルリのママ
声 - 鶴野恭子
ルリのママ。料理を作るのが趣味だが、彼女の作る料理はとても美味しいとは言えない。
バンキンのパパ
声 - 梁田清之
本名・板田板金。車検「BANDA」の主人。家の跡継ぎ息子のバンキンには厳しい。息子に似てやや荒っぽいが、ベビルや良太には優しい。
大鐘夫人
声 - 花形恵子
本作に登場する、唯一の金持ちキャラ。100万ドル（日本円で一億円）をお菓子に変えたり、さらにお菓子の箱の中に現金を保管するなどがめつい面も。
ニワトリ
声 - 坂口候一
野生のオンドリ。オンドリなので、卵を産まないが、テンチイによって卵を産めるようになった（その代わりに近所の卵や通りかかった人の卵がなくなる）。最後は寝坊ばかりする、翔子のダーリンが飼うことになった。その後も何度かモブとして登場している。
その他キャスト
- 従業員（声：小尾元政）
- モンスター他（声：坂口候一）

## アニメ版
2003年4月11日から2004年2月6日までNHK教育テレビの『天才ビットくん』内のビットランド劇場という枠内で放送された。

### スタッフ
- 監督 - 大森貴弘
- 脚本 - 雪室俊一
- キャラクターデザイン - 岸田隆宏
- 美術監督 - 片平真司
- 色彩設定 - 田中真紀
- コンポジットディレクター（撮影監督） - 長牛豊
- 編集 - 関一彦
- 音響監督 - 岩浪美和
- 音楽 - 若草恵
- 音響効果 - 野崎博樹
- スーパーバイザー - 小野寺章
- アニメーション制作 - RADIX
- 制作 - 総合ビジョン
- 製作 - 電通、アニプレックス、国際メディアコーポレーション

### 主題歌
オープニングテーマ「YESH!」
作詞・作曲・編曲 - Laugh and Peace / 歌 - 辻純子
エンディングテーマ「さよならさよなら」
作詞・作曲・編曲・歌 - いいのまさし

### 各話リスト
| 話数 | サブタイトル                 | 放送日         |    | 話数                     | サブタイトル   | 放送日 |
| ---- | ---------------------------- | -------------- | -- | ------------------------ | -------------- | ------ |
| 1    | ベビルくんがやってきた! の巻 | 2003年 4月11日 | 16 | 突撃! おばあちゃんの巻   | 10月10日       |        |
| 2    | 恐怖のるす番! 迷コンビ? の巻 | 4月18日        | 17 | ペコロは百万ドルの巻     | 10月17日       |        |
| 3    | ベビルくん恋をする? の巻     | 4月25日        | 18 | おバケがバケたの巻       | 10月24日       |        |
| 4    | ひらけ、大きな貯金箱! の巻   | 5月9日         | 19 | バンキンのひみつの巻     | 10月31日       |        |
| 5    | Go! Go! ドライブの巻         | 5月16日        | 20 | 雲の上のおばあちゃんの巻 | 11月14日       |        |
| 6    | 学校大好き! の巻             | 5月23日        | 21 | ぼくたち家出人の巻       | 11月21日       |        |
| 7    | モテたくないよ〜の巻         | 6月6日         | 22 | 恐怖のバースデーの巻     | 11月28日       |        |
| 8    | フリフリフリマの巻           | 6月20日        | 23 | チューブが大好きの巻     | 12月5日        |        |
| 9    | 消えた歯医者さんの巻         | 7月4日         | 24 | パパはベビルくんの巻     | 12月12日       |        |
| 10   | バンキンバンキンの巻         | 7月11日        | 25 | スターはだれだの巻       | 12月19日       |        |
| 11   | 二人組の神さまの巻           | 7月18日        | 26 | 夢のマウンテンバイクの巻 | 12月26日       |        |
| 12   | はずかしい海の巻             | 7月25日        | 27 | 歓迎ドロボーさんの巻     | 2004年 1月16日 |        |
| 13   | コケコッコー作戦の巻         | 9月12日        | 28 | 狙われたママの巻         | 1月23日        |        |
| 14   | お迎えモンスターの巻         | 9月19日        | 29 | モンスターパニックの巻   | 1月30日        |        |
| 15   | 初恋テンチイの巻             | 9月26日        | 30 | 世界一のさよならの巻     | 2月6日         |        |

## 漫画版
TVアニメと同時期に山中あきらにより『コミックボンボン』にて連載。